# Isla Chañaral
L'Isla Chañaral è un'isola del Cile centrale, situata circa 100 km a nord della città di La Serena. Appartiene alla regione di Atacama e alla provincia di Huasco; è amministrata dal comune di Freirina.
Assieme alle isole Choros e Damas costituisce la Reserva nacional Pingüino de Humboldt. Sul lato occidentale dell'isola c'è un faro.
L'isola Chañaral con la sua superficie di 6,55 km² è la più grande delle tre isole della riserva e, come le altre due, supporta una popolazione di pinguini di Humboldt, oltre ad altre specie rare e in pericolo di estinzione come il petrello tuffatore del Perù e la lontra marina. Nelle acque dell'area sono spesso presenti i delfini dal naso a bottiglia.